# Alex Bernard
Albert Alexandre Bernard dit Alex Bernard né le 8 mars 1882 à Paris 11e et mort le 20 août 1968 à Neuilly-sur-Seine, est un acteur français.

## Biographie
Alex Bernard est surtout connu pour avoir joué au cinéma muet dans des films comme Cabiria de Giovanni Pastrone (1914) et Cyrano de Bergerac d'Augusto Genina (1925), mais il a aussi joué au cinéma sonore à partir des années 1930.
Il est crédité comme Alessandro Bernard au générique des films qu'il a tourné en Italie.

## Filmographie partielle
- 1913 : Adieu Jeunesse ! de Nino Oxilia
- 1914 : Cabiria de Giovanni Pastrone
- 1923 : Cyrano de Bergerac d'Augusto Genina[2]
- 1924 : La casa dei pulcini de Mario Camerini
- 1928 : Rien que des fous (La compagnia dei matti) de Mario Almirante
- 1930 : Prix de beauté (autre titre : Miss Europe) d'Augusto Genina
- 1930 : La Petite Lise de Jean Grémillon[3]
- 1930 : Nuits de princes de Marcel L'Herbier
- 1931 : Fra Diavolo de Mario Bonnard
- 1931 : Paris Béguin d'Augusto Genina
- 1931 : La Tragédie de la mine (Kameradschaft) de Georg Wilhelm Pabst
- 1931 : Les Amours de minuit d'Augusto Genina et Marc Allégret
- 1931 : Fra Diavolo de Mario Bonnard
- 1932 : La Femme en homme d'Augusto Genina
- 1933 : Il était une fois de Léonce Perret
- 1933 : La Maternelle de Jean Benoit-Lévy et Marie Epstein[4]
- 1934 : Adémaï aviateur de Jean Tarride
- 1934 : Feu Toupinel de Roger Capellani